# Daan de Groot (duatleta)
Daan de Groot es un deportista neerlandés que compite en duatlón. Ganó una medalla de bronce en el Campeonato Mundial de Duatlón de Larga Distancia de 2019 y una medalla de oro en el Campeonato Europeo de Duatlón de Media Distancia de 2019.

## Palmarés internacional
| Campeonato Mundial | Campeonato Mundial | Campeonato Mundial | Campeonato Mundial |
| Año                | Lugar              | Medalla            | Prueba             |
| ------------------ | ------------------ | ------------------ | ------------------ |
| 2019               | Zofingen (Suiza)   | Medalla de bronce  | Individual         |

| Campeonato Europeo | Campeonato Europeo | Campeonato Europeo | Campeonato Europeo |
| Año                | Lugar              | Medalla            | Prueba             |
| ------------------ | ------------------ | ------------------ | ------------------ |
| 2019               | Viborg (Dinamarca) | Medalla de oro     | Individual         |